# Matthias Göritz
Matthias Göritz (ur. 11 września 1969 w Hamburgu) – niemiecki poeta, prozaik, eseista i tłumacz, autor książki Krótki sen Jakoba Vossa i dwóch tomików poetyckich Loops i Pools.

## Twórczość
- 2001: Loops
- 2005: Krótki sen Jakoba Vossa (korporacja Ha!art)
- 2006: Pools